# Naravelia zeylanica
Naravelia zeylanica es una especie de liana de la familia de las ranunculáceas. Es originaria de Asia.

## Descripción
Es una planta con el tallo subglabro estriado,. Peciólulos laterales de los foliolosd de 1,5 - 2,5 cm, folíolo central de 3 - 7 cm, estriados superficialmente; hojas ovadas de 6 - 11 × 6 - 10 cm, la base redondeada a cordada. Las inflorescencias terminales o axilares, de hasta 40 cm, aterciopeladas; brácteas  escamosas. Flores de 1 cm de diámetro. Sépalos de color amarillo pálido, estrechamente obovados a 5 elípticos. Los frutos son aquenios fusiformes, de 4 mm, pilosos. Fl. octubre, fr. noviembre.

## Distribución y hábitat
Se encuentra en los bosques; a una altitud de 1000 m s. n. m., en Yunnan de China y en Bután, India, Nepal y Sikkim.

## Taxonomía
Naravelia zeylanica fue descrita por (Carlos Linneo) Augustin Pyrame de Candolle y publicado en Regni Vegetabilis Systema Naturale 1: 167, en el año 1818.
Citología
El número de cromosomas es de: 2n = 16.
Sinonimia
- Atragene zeylanica L.	basónimo
- Naravelia pilulifera var. yunnanensis Y.Fei[3]